# Ковальчук Ірина Євгенівна
Ковальчук Ірина Євгенівна (27 квітня 1989, Куба, Гавана) — українська гімнастка, Майстер спорту України, майстер спорту міжнародного класу з художньої гімнастики.

## Життєпис
Ірина брала участь у Чемпіонатах Світу (2005 Баку, Азербайджан; 2007 Патри, Греція), Чемпіонатах Європи (2003 Німеччина, 2005 Москва, Росія; 2006 Москва, Росія Чемпіонат Європи в групових вправах). Також виступала у Всесвітній Гімназіаді (2006, Афіни, Греція), Всесвітній Універсіаді (2007 Бангкок, Таїланд; 2009 Белград, Сербія), Кубках Світу, етапи серії Гра-Прі, міжнародні турніри, Чемпіонати та Кубки України.

## Спортивні досягнення
2003 — Чемпіонат Європи (Німеччина) (молодіжна збірна, групові вправи) 5е місце — 5 обручів.

2005 — Чемпіонат Світу (Баку, Азербайджан) 2е місце — командний залік. 

2006 — Всесвітня Гімназіада (Афіни, Греція) 1е місце — багатоборство; 2е місце — командній залік.

2007 — Всесвітня Універсіада (Бангкок, Таїланд) 2е місце — багатоборство у групових вправах; 1е місце — фінал скакалки.

2007 — Чемпіонат Світу (Патри, Греція) виборола ліцензію на Олімпійські Ігри у Пекіні (Китай).

2009 — Всесвітня Універсіада (Белград, Сербія) 3е місце — багатоборство у групових вправах; 2е місце — фінал обручі; 3е місце — фінал стрічки та скакалки.